# Temnocerus
Temnocerus (лат.) — род жесткокрылых семейства трубковёртов.

## Описание
Тело узкое удлинённое, покрыто короткими волосками. Надкрылья не менее чем в два раза длиннее ширины плеч.

## Экология
Личинки развиваются в молодых побегах деревьев и кустарников, таких пород как ива (Salix), ольха (Alnus), берёза (Betula) и иногда плодовых.

## Виды
Некоторые виды рода:
- вид: Temnocerus tomentosus (Gyllenhal, 1839)
- подрод: Paratemnocerus

- вид: Temnocerus subglaber (Desbrochers des Loges, 1897)

- подрод: Temnocerus Thunberg, 1815

- вид: Temnocerus caeruleus (Fabricius, 1798)
- вид: Temnocerus japonicus (Morimoto, 1958)
- вид: Temnocerus longiceps (Thomson, 1888)
- вид: Temnocerus nanus (Paykull, 1792)
- вид: Temnocerus rubripes (Reitter, 1916)
- вид: Temnocerus sibiricus Legalov, 2006